# Европско првенство у атлетици на отвореном 1938 — 800 метара за мушкарце
Трка на 800 м у мушкој конкуренцији на 2. Европском првенству у атлетици 1938. одржана је 3. и 4. септембра на стадиону Коломб у Паризу.
Титулу освојену у Торину 1934, није бранио Миклош Сабо из Мађарске.

## Земље учеснице
Учествовало је 18 такмичара из 13 земаља.
1. Италија (2)
2. Југославија (1)
3. Луксембург (1)
4. Мађарска (2)
5. Немачка (1)
6. Пољска (1)
7. Португалија (1)
8. Уједињено Краљевство (2)
9. Финска (1)
10. Француска (2)
11. Холандија (1)
12. Швајцарска (1)
13. Шведска (2)

## Рекорди
| Рекорди пре почетка Европског првенства 1938. | Рекорди пре почетка Европског првенства 1938. | Рекорди пре почетка Европског првенства 1938. | Рекорди пре почетка Европског првенства 1938. | Рекорди пре почетка Европског првенства 1938. |
| --------------------------------------------- | --------------------------------------------- | --------------------------------------------- | --------------------------------------------- | --------------------------------------------- |
| Светски рекорд                                | Сидни Вудсон Уједињено Краљевство             | 1:48,46,1                                     | Лондон, Уједињено Краљевство                  | 20. август 1936.                              |
| Европски рекорд                               | Сидни Вудсон Уједињено Краљевство             | 1:48,46,1                                     | Лондон, Уједињено Краљевство                  | 20. август 1936.                              |
| Рекорди европских првенстава                  | Миклош Сабо, Мађарска                         | 1:52,0                                        | Торино, Италија                               | 9. септембар 1934.                            |
| Рекорди после Европског првенства 1938.       |                                               |                                               |                                               |                                               |
| Рекорди европских првенстава                  | Рудолф Харбиг Немачка                         | 1:50,6                                        | Париз, Француска                              | 4. септембар 1938.                            |

## Освајачи медаља
|                       |                     |                     |
| Рудолф Харбиг Немачка | Жак Левек Француска | Марио Ланци Италија |

## Резултати

### Квалификације
Квалификације су одржане 3. септембра са почетком у 16,29. Такмичари су били подељени у 3 групе, а у финале се пласирало 10: тројица из све три групе и четврти из треће групе (КВ).
| Место | Група | Атлетичар        | Земља                | Резултат | Бел. |
| ----- | ----- | ---------------- | -------------------- | -------- | ---- |
| 1.    | 1     | Марио Ланци      | Италија              | 1:53,6   | КВ   |
| 2.    | 1     | Жак Левек        | Француска            | 1:54,1   | КВ   |
| 3.    | 1     | Ленарт Нилсон    | Шведска              | 1:54,2   | КВ   |
| 4.    | 2     | Рудолф Харбиг    | Немачка              | 1:54,3   | КВ   |
| 5.    | 2     | Бертил Андерсон  | Шведска              | 1:54,9   | КВ   |
| 6.    | 1     | Франсис Хендли   | Уједињено Краљевство | 1:55,0   |      |
| 7.    | 2     | Пол Фор          | Француска            | 1:55,2   | КВ   |
| 8.    | 2     | Ференц Темешвари | Мађарска             | 1:55,4   |      |
| 9.    | 2     | Алфред Болдвин   | Уједињено Краљевство | 1:56,6   |      |
| 10.   | 3     | Сјабе Боуман     | Холандија            | 1:56,8   | КВ   |
| 11.   | 3     | Тауно Пеуса      | Финска               | 1:57,7   | КВ   |
| 12.   | 3     | Густав Харшањи   | Мађарска             | 1:58,4   | КВ   |
| 13.   | 3     | Паул Миндер      | Швајцарска           | 1:58,6   | КВ   |
| 14.   | 3     | Ералдо Коломбо   | Италија              | 1:58,8   |      |
| 15.   | 3     | Антонио Каладо   | Португалија          | 1:58,8   |      |
| 16.   | 2     | Емил Горшек      | Југославија          | 2:01,4   |      |
| 17.   | 3     | Вацлав Гонсовски | Пољска               | 2:02,0   |      |
| 18.   | 2     | Чарлс Стајн      | Луксембург           | РН       |      |

### Финале
Финална трка одржана је 4. септембра у 16,15.
| Место | Атлетичар       | Земља      | Резултат | Бел.    |
| ----- | --------------- | ---------- | -------- | ------- |
|       | Рудолф Харбиг   | Немачка    | 1:52,0   | РЕП, НР |
|       | Жак Левек       | Француска  | 1:52,0   |         |
|       | Марио Ланци     | Италија    | 1:52,2   |         |
| 4.    | Сјабе Боуман    | Холандија  | 1:52,3   | НР      |
| 5.    | Бертил Андерсон | Шведска    | 1:53,0   |         |
| 6.    | Тауно Пеуса     | Финска     | 1:55,5   |         |
| 7.    | Пол Фор         | Француска  | РН       |         |
| 8.    | Ленарт Нилсон   | Шведска    | РН       |         |
| 9.    | Паул Миндер     | Швајцарска | РН       |         |
| -     | Густав Харшањи  | Мађарска   | НЗ       |         |

## Укупни биланс медаља у трци на 800 метара за мушкарце после 2. Европског првенства 1934—1938.
|    | Земља      |   |   |   |   |
| -- | ---------- | - | - | - | - |
| 1. | Немачка    | 1 | 0 | 1 | 2 |
| 2. | Мађарска   | 1 | 0 | 0 | 1 |
| 3. | Италија    | 0 | 1 | 1 | 2 |
| 4. | Француска  | 0 | 1 | 0 | 1 |
|    | Укупно {4} | 2 | 2 | 2 | 6 |

|    | Атлетичар   | Земља   |   |   |   |   |
| -- | ----------- | ------- | - | - | - | - |
| 1. | Марио Ланци | Италија | 0 | 1 | 1 | 2 |